# サンパルク・クラーンティ急行
サンパルク・クラーンティ急行（英語: Sampark Kranti Express）は、インド鉄道の列車種別。首都のニューデリーと各都市を結ぶ列車で、従来の列車と比較して安価で利用可能な長距離列車として設定されている。

## 概要
2002年から営業運転を開始した、インドの首都であるニューデリーとパトナの間を結ぶ急行列車であるサンプールナ・クラーンティ急行は、安価で利用可能な高速急行列車として多くの乗客に利用されている。この実績を受け、2004年 - 2005年のインド鉄道の予算案で導入が発表されたのがサンパルク・クラーンティ急行である。
インドの首都・ニューデリーとインド各州の州都や主要都市を結ぶ列車種別で、途中の停車駅を抑える事で高速性を確保している。同様の経路を有し高速運転を行うラージダーニー急行とは異なり車内に冷房が搭載されていない車両が連結されており、その分運賃が安価に抑えられている。愛称はサンスクリット語で「接触革命（सम्पर्क क्रान्ति）」を意味する。
2004年2月から営業運転を開始したカルナータカ・サンパルク・クラーンティ急行（ベッラーリ経由）を皮切りに、サンパルク・クラーンティ急行はインド鉄道の各路線に設定された。その中には、チャンディーガル始発のカルナータカ・サンパルク・クラーンティ急行のように、ニューデリーを経由し2つの都市を結ぶ列車も存在する。2024年現在運行しているサンパルク・クラーンティ急行は以下の列車である。
- アーンドラ・プラデーシュ・サンパルク・クラーンティ急行（英語版）（Andhra Pradesh Sampark Kranti Express）
- ビハール・サンパルク・クラーンティ急行（英語版）（Bihar Sampark Kranti Express）
- チャッティースガル・サンパルク・クラーンティ急行（英語版）（Chhattisgarh Sampark Kranti Express）
- ゴア・サンパルク・クラーンティ急行（英語版）（Goa Sampark Kranti Express）
- グジャラート・サンパルク・クラーンティ急行（英語版）（Gujarat Sampark Kranti Express）
- グジャラート・サンパルク・クラーンティ急行（エクタ・ナガール駅始発）（英語版）（Gujarat Sampark Kranti Express (Ekta Nagar)）
- ジャールカンド・サンパルク・クラーンティ急行（英語版）（Jharkhand Sampark Kranti Express）
- カルナータカ・サンパルク・クラーンティ急行（ベッラーリ経由）（英語版）（Karnataka Sampark Kranti Express (via Ballari)）
- カルナータカ・サンパルク・クラーンティ急行（フッバッリ経由）（英語版）（Karnataka Sampark Kranti Express (via Hubballi)）
- カルナータカ・サンパルク・クラーンティ急行（フッバッリ経由、チャンディーガル駅始発）（英語版）（Karnataka Sampark Kranti Express (Chandigarh)）
- マディヤ・プラデーシュ・サンパルク・クラーンティ急行（英語版）（Madhya Pradesh Sampark Kranti Express）
- マハーラーシュトラ・サンパルク・クラーンティ急行（英語版）（Maharashtra Sampark Kranti Express）
- マラスワダ・サンパルク・クラーンティ急行（英語版）（Marathwada Sampark Kranti Express）
- オリッサ・サンパルク・クラーンティ急行（英語版）（Odisha Sampark Kranti Express）
- プールヴォッタール・サンパルク・クラーンティ急行（英語版）（Poorvottar Sampark Kranti Express）
- プールヴォッタール・サンパルク・クラーンティ急行（スィルチャル駅始発）（英語版）（Poorvottar Sampark Kranti Express）
- ラージャスターン・サンパルク・クラーンティ急行（英語版）（Rajasthan Sampark Kranti Express）
- タミル・ナードゥ・サンパルク・クラーンティ急行（英語版）（Tamil Nadu Sampark Kranti Express）
- ウッタル・プラデーシュ・サンパルク・クラーンティ急行（英語版）（Uttar Pradesh Sampark Kranti Express）
- ウッタル・サンパルク・クラーンティ急行（英語版）（Uttar Sampark Kranti Express）
- ウッタラーカンド・サンパルク・クラーンティ急行（英語版）（Uttarakhand Sampark Kranti Express）
- ウエスト・ベンガル・サンパルク・クラーンティ急行（英語版）（West Bengal Sampark Kranti Express）

## ギャラリー

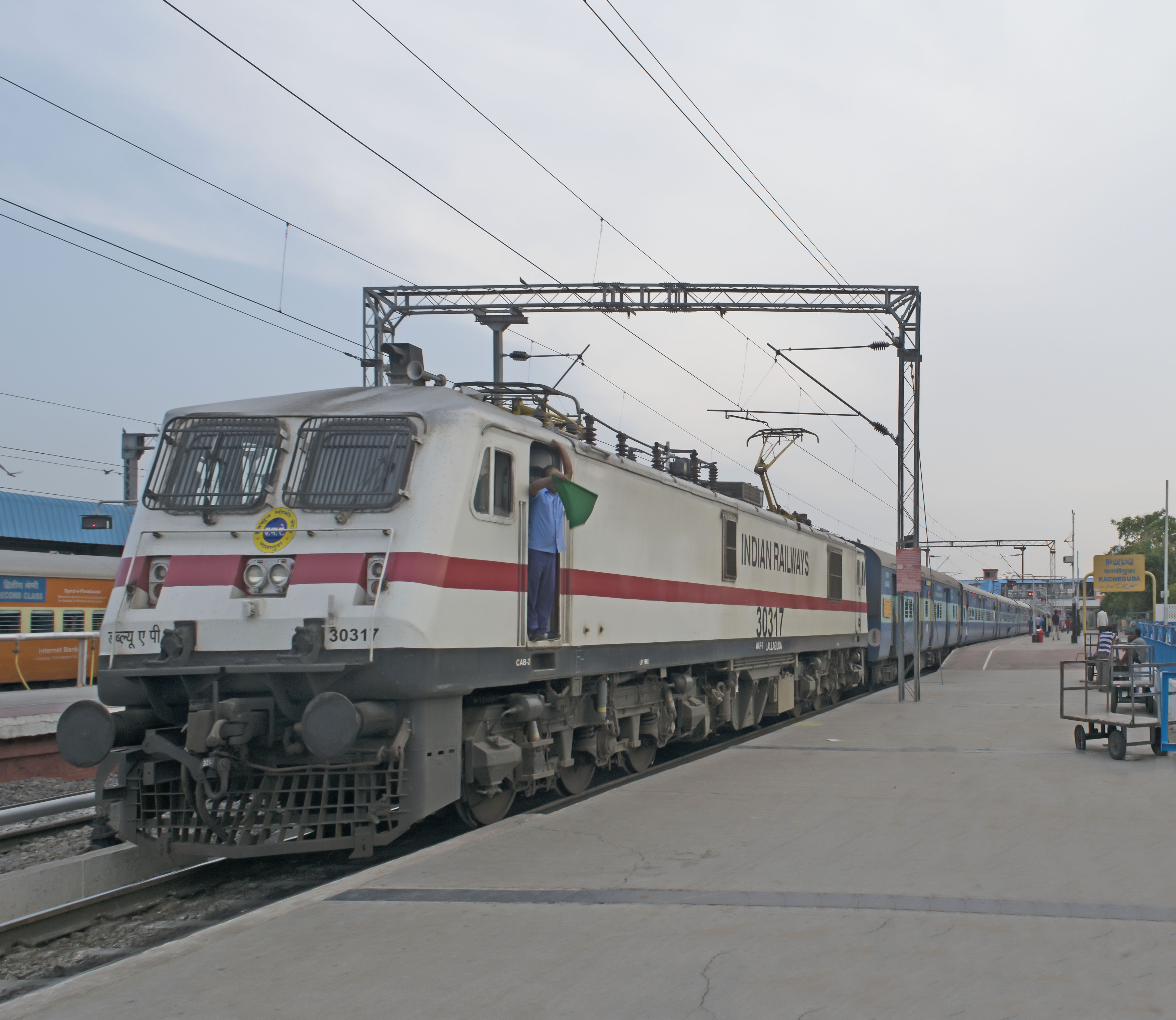
2016年撮影
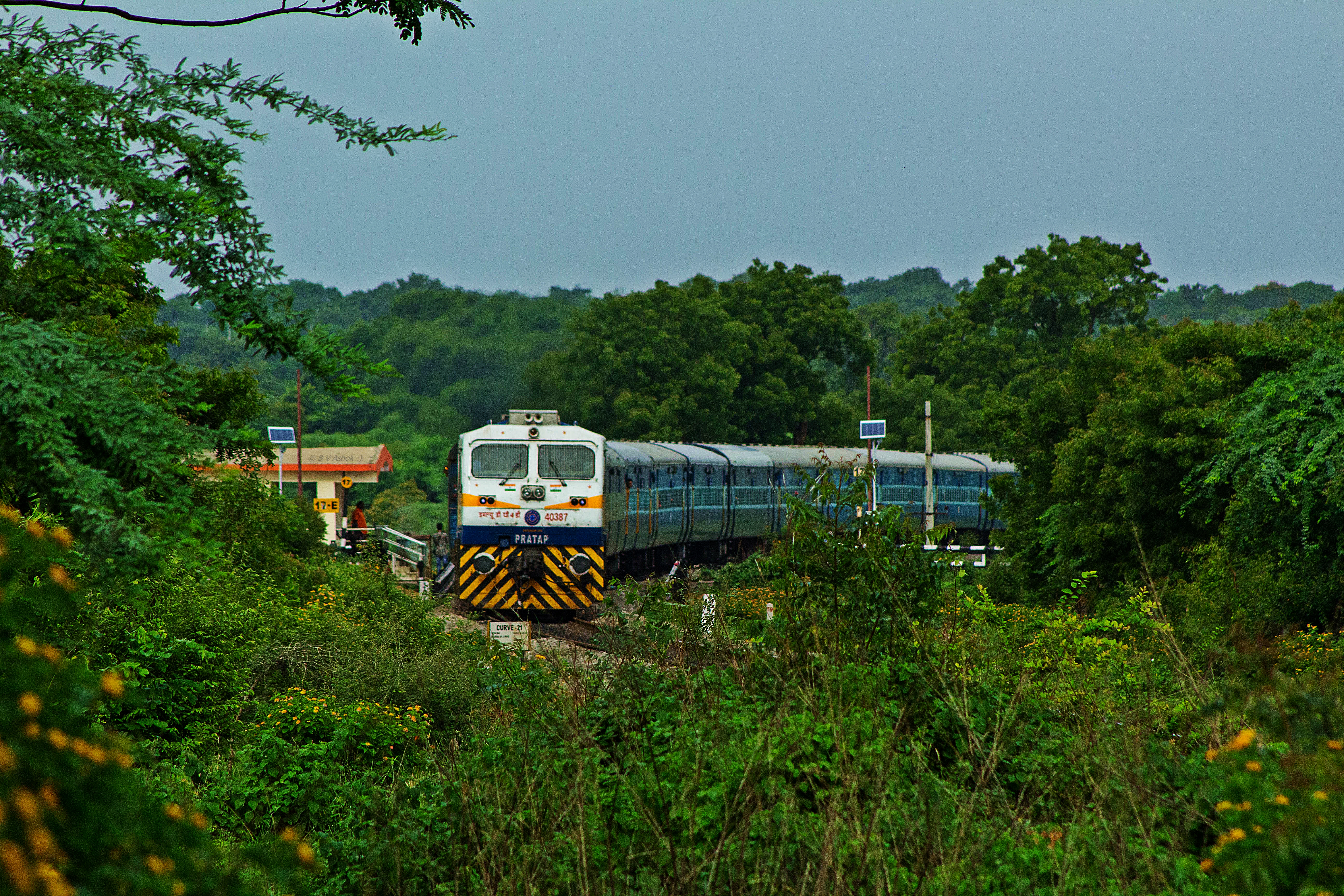
2017年撮影
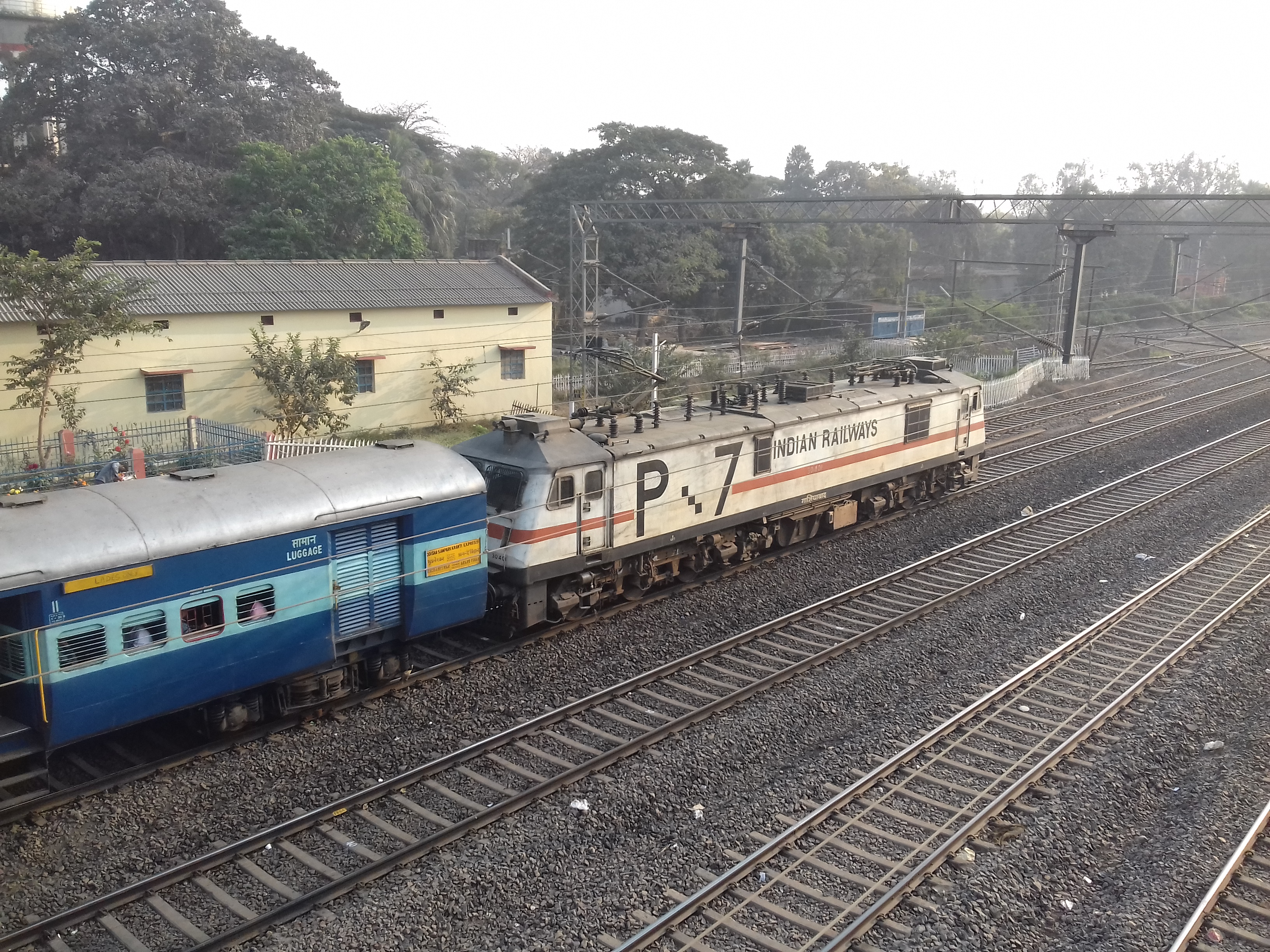
2017年撮影
2018年撮影
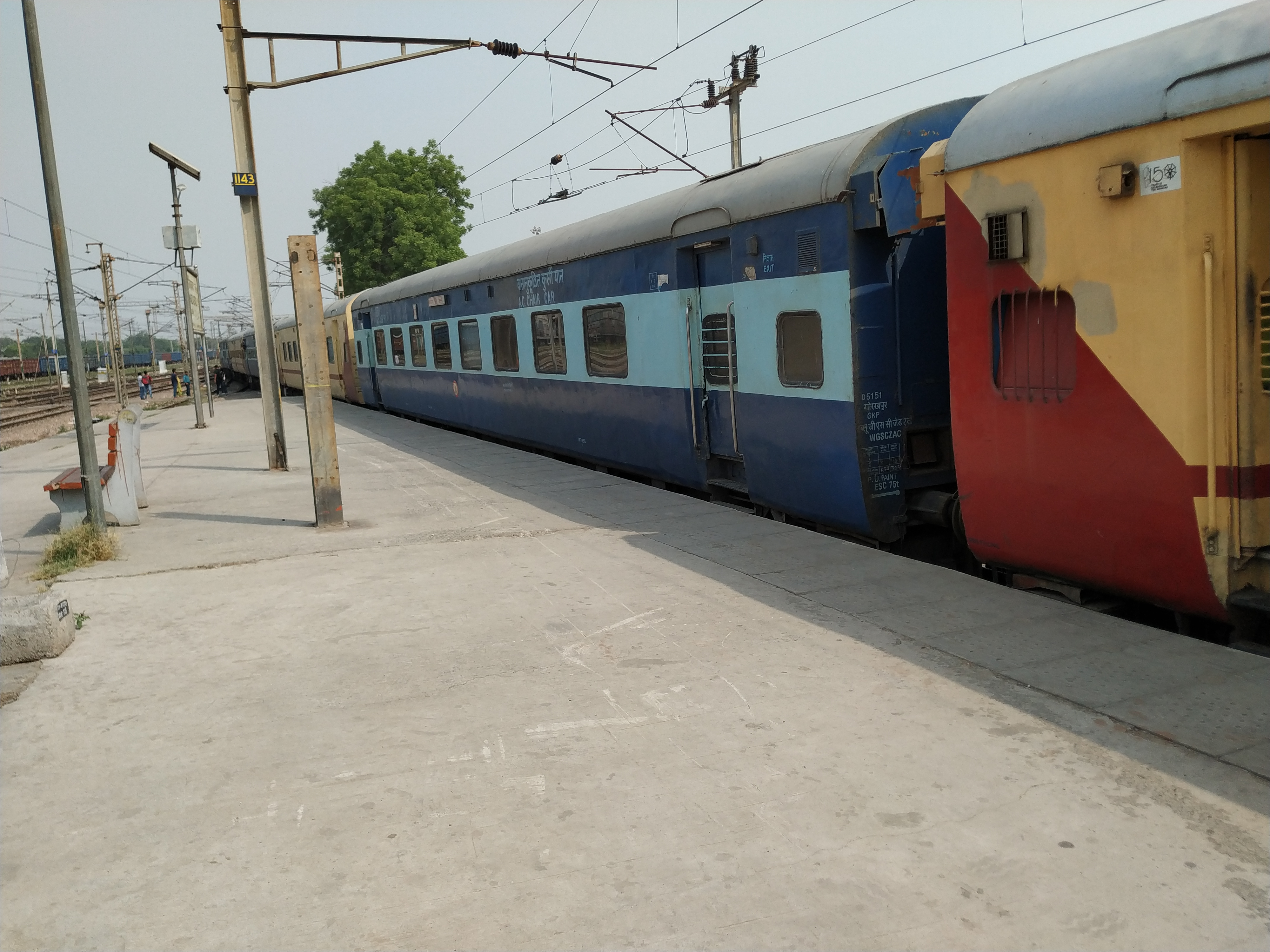
2022年撮影